# Mali Videm
Mali Videm je naselje u slovenskoj Općini Trebnju. Mali Videm se nalazi u pokrajini Dolenjskoj i statističkoj regiji Jugoistočnoj Sloveniji. 

## Stanovništvo
Prema popisu stanovništva iz 2002. godine naselje je imalo 32 stanovnika.